# بنجامین تپن
بنجامین تپن (به انگلیسی: Benjamin Tappan) سناتور سابق عضو حزب دموکرات ایالات متحده آمریکا بود. وی در سال ۱۸۳۹ تا ۱۸۴۵ میلادی سناتور ایالت اوهایو در سنای ایالات متحده آمریکا بود.